# Winchester
För andra betydelser, se Winchester (olika betydelser).

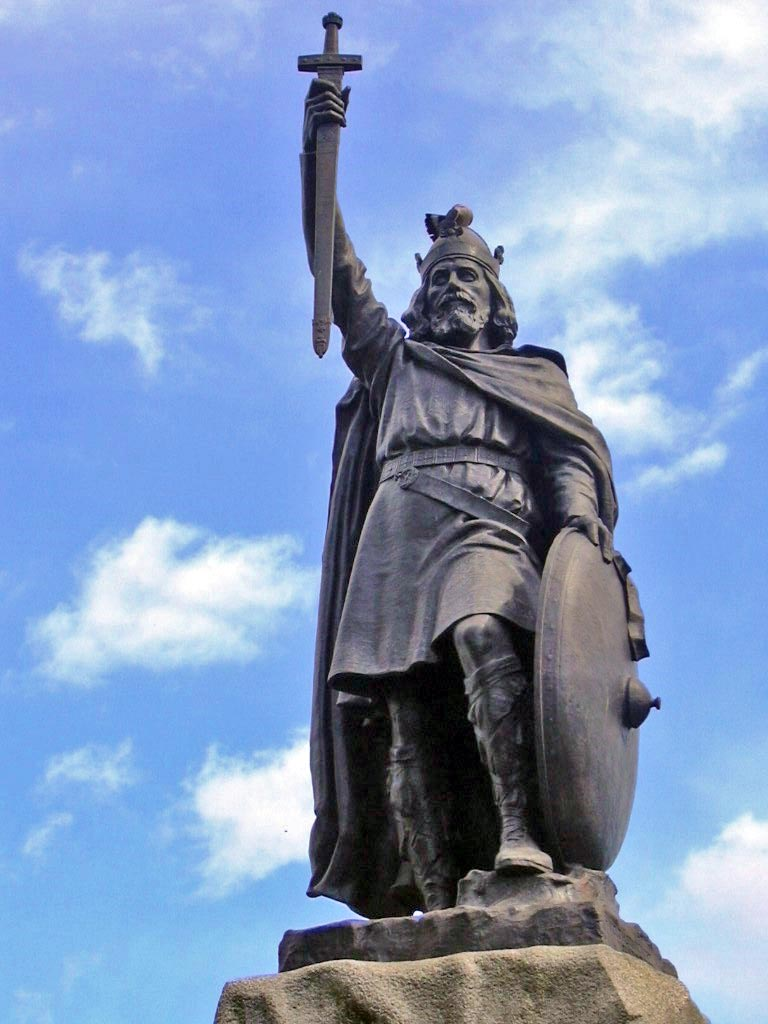
Staty i Winchester över Alfred den store, som var kung av Wessex på 800-talet och som begravdes i staden.

Winchester (engelskt uttal: [ˈwɪntʃɪstər]) är en stad i grevskapet Hampshire i södra England. Staden är huvudort för Hampshire och ligger cirka 96 kilometer sydväst om centrala London och cirka 19 kilometer norr om Southampton. Den ligger vid den västra änden av South Downs vid floden Itchen. Tätorten (built-up area) hade 48 478 invånare vid folkräkningen år 2021.
Winchester var tidigare huvudstad i England, under 900- och 1000-talet, och innan dess huvudstad för Wessex. Tåg från London, Weymouth, Brighton, Portsmouth, Southampton och norra England trafikerar staden.

## Kända byggnader

### Katedralen

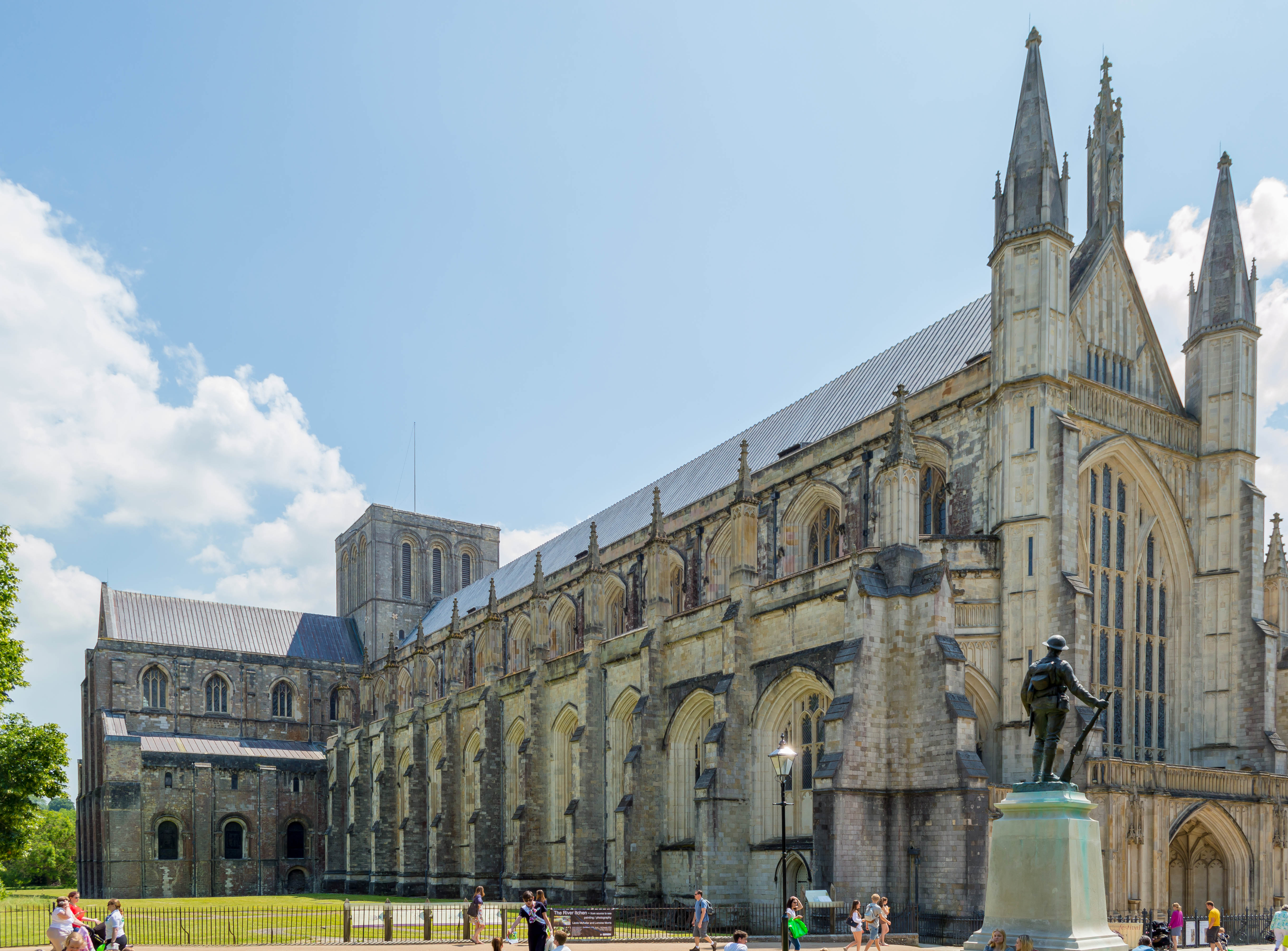
Katedralen i Winchester.

Katedralen i Winchester, den näst längsta katedralen i Europa, byggdes ursprungligen 1079. Den består av mycket fin arkitektur som sträcker sig från 1000-talet till 1500-talet, och har varit begravningsplats för flera av Winchesters biskopar (som William av Wykeham), anglosaxiska monarker (som Egbert av Wessex) och senare kungar som kung Knut den store och Vilhelm II, samt Jane Austen. En gång i tiden var katedralen ett viktigt pilgrimscentrum och var plats för Sankt Svithuns helgedom. Den antika Pilgrims' Way mot Canterbury hade sin utgångspunkt vid Winchester. Författaren Jane Austen ligger begravd i katedralen.

## Utbildning
Det finns flera utbildningsinstitut i Winchester.
I staden finns tre statliga högstadieskolor: Kings' School Winchester, The Westgate School och The Henry Beaufort School. Peter Symonds College är den största högskolan i Winchester, och ligger i toppen av Storbritanniens sjätte gradens högskolor.
Bland de privatägda skolorna finns The Pilgrims' School Winchester, Twyford, Prince's Mead, St Swithuns med flera. Winchester College, som har studenter i åldrarna från 13 till 18 år, är en av de mest välkända skolorna i Storbritannien. Flera av eleverna från denna skola fortsätter sina studier vid landets främsta universitet.
University of Winchester (tidigare King Alfred's College) fungerar som Winchesters främsta universitet. Skolan ligger i byggnader nära stadens centrum. Winchester School of Art är en del av University of Southampton.

## Sport
I Winchester finns fotbollsklubben Winchester City FC som grundades 1884 och har mottot ”Many in Men, One in spirit”; de spelar i Southern Football League Division One South. Winchesters damlag i fotboll är Winchester City Flyers.
Winchester har också ett rugbylag kallat Winchester RFC samt en friidrottsklubb kallad Winchester and District AC.